# Cugino Itt
Cugino Itt (in inglese Cousin Itt), o It, vero nome Ignatius Itt, nei doppiaggi italiani noto anche come Cosino, Cugino Coso o Cugino Ititì,  è un personaggio immaginario del gruppo della famiglia Addams creato nel 1964.

## Nome
Il nome originale del Cugino Itt era semplicemente It, senza nessuna parentela esplicita. Così compare nei due unici disegni di Charles Addams che lo ritraggono e che vengono pubblicati l'uno contemporaneamente alla messa in onda della serie televisiva, nel 1964, l'altro molti anni dopo. È la produzione che decide di ribattezzare Cugino Itt il personaggio. Nell'episodio È triste che tu non mi conosca ancora (If You Don't Woe Me By Now) della serie Mercoledì (Wednesday, 2022), viene rivelato che il suo vero nome è Ignatius Itt: quando Mercoledì (Jenna Ortega) e Fester (Fred Armisen) aprono la cassaforte nella sala della confraternita dei Belladonna, dietro di loro appare un quadro che ritrae il Cugino Itt, sul quale una targhetta riporta chiaramente il suo nome.
Nell'episodio Scooby Doo Incontra la Famiglia Addams della serie animata Speciale Scooby del 1972, il Cugino Itt viene chiamata Cugino Ititì, mentre nel primo doppiaggio italiano della serie animata del 1973 (spin-off di Speciale Scooby) e in quello del film del 1991, il personaggio è stato ribattezzato Cugino Coso.
Nei paesi di lingua spagnola il personaggio è conosciuto con i nomi di Tío Cosa Es, in Spagna, e di Tío Cosa, in Sudamerica, modificandone così oltre al nome anche il grado di parentela, divenendo "zio" anziché "cugino".

## Storia
Al contrario di tutti gli altri personaggi principali della famiglia Addams creati da Charles Addams tra gli anni trenta e quaranta, il Cugino Itt è stato creato nei primi anni sessanta in concomitanza con la serie televisiva originale del 1964. La prima vignetta che lo ritrae compare infatti nell'autunno del 1964, al secondo mese di messa in onda della serie televisiva. In questa vignetta il personaggio risponde al telefono con la battuta "Risponde It". Del Cugino Itt esiste una sola altra vignetta disegnata da Addams rimasta a lungo tempo inedita e pubblicata dal periodico The New Yorker solamente il 21 dicembre 1987, che lo ritrae seduto al tavolo con una tazza con scritto il nome "It". Non è chiaro se questo sia un disegno contemporaneo alla sua pubblicazione o un inedito da lungo tempo rimasto "sepolto" assieme ai tanti altri inediti del disegnatore statunitense.
Nel film di Barry Sonnenfeld La famiglia Addams (The Addams Family, 1991), il Cugino Itt comincia a intessere una relazione con Margaret Alford (interpretata da Dana Ivey), che alla fine della pellicola rimane vedova e che nel sequel La famiglia Addams 2 (Addams Family Values, 1992) troviamo sposata con lui e aver dato al Cugino Itt un figlio chiamato Cos'è? (What, nell'originale), del tutto identico al padre.
Nella prima stagione della serie televisiva Mercoledì (Wednesday, 2022), il Cugino Itt (con il nome di Ignatius Itt), appare solamente ritratto in un quadro nella cripta della confraternita dei Belladonna, nell'episodio È triste che tu non mi conosca ancora (If You Don't Woe Me By Now).

## Caratteristiche
Il cugino Itt è rappresentato come un cono di lunghi capelli castani o biondi in alcune versioni, che arrivano fino a terra, con indosso un paio di occhiali ed una bombetta. Quando parla proferisce solo suoni acuti, inarticolati e incomprensibili che gli Addams sembrano invece capire perfettamente.
Sembra essere in buoni rapporti con Lurch. Nel film La famiglia Addams (The Addams Family, 1991) infatti il maggiordomo sorride al suo arrivo e, dopo aver scambiato con lui un inchino scherzoso, i due cominciano a chiacchierare amichevolmente.
Nel film in animazione CGI del 2019 il Cugino Itt è una sorta di ricco parente degli Addams di bassissima statura, che indossa degli occhiali da sole rotondi, una bombetta e regge un bastone. Sintomo del suo benessere economico, oltre all'anello con un vistoso rubino che porta sulla mano destra, anche la grossa berlina con cui viaggia. Parla sempre con il suo caratteristico e incomprensibile (tranne che agli Addams) linguaggio veloce e sembra essere particolarmente popolare tra i parenti.

## Interpreti
Felix Silla è il primo e più noto interprete del Cugino Itt televisivo. Lo impersona nella serie televisiva degli anni sessanta nello speciale televisivo The Addams Family Fun-House del 1973 e nel film per la televisione del 1977 Halloween con la famiglia Addams (Halloween with the New Addams Family). Nella serie televisiva degli anni sessanta è inoltre interpretato anche da Roger Arroyo, in alcuni episodi. La voce originale, nella serie televisiva, viene data da Tony Magro, doppiato, nella prima edizione italiana per le reti Rai, da Carlo Reali.
John Stephenson presta la voce al Cugino Itt nella serie animata del 1973, mentre Pat Fraley lo doppia in quella del 1992.
Nei film diretti da Barry Sonnenfeld, La famiglia Addams (The Addams Family, 1991) e La famiglia Addams 2 (Addams Family Values, 1993), viene interpretato da John Franklin.
Nel film del 1998, La famiglia Addams si riunisce (Addams Family Reunion), viene interpretato da Phil Fondacaro. Mentre nella serie televisiva La nuova famiglia Addams (The New Addams Family, 1998-1999), viene interpretato da Greg Barr e doppiato, nella versione originale, da Paul Dobson.
Nel film in animazione CGI del 2019 la voce al Cugino Itt viene data dal rapper statunitense Snoop Dogg.

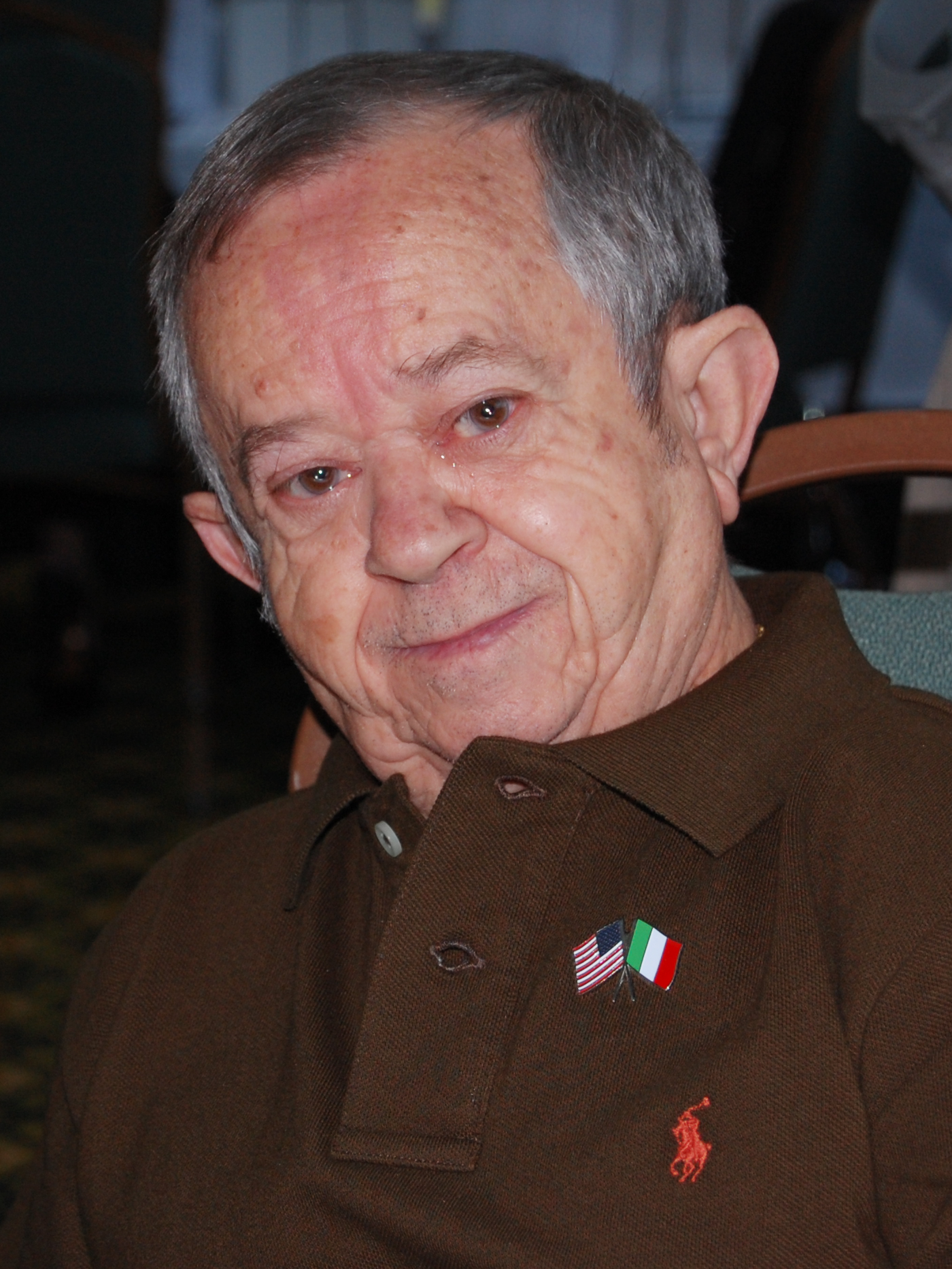
Felix Silla,interprete del Cugino Itt nella serie degli anni sessanta
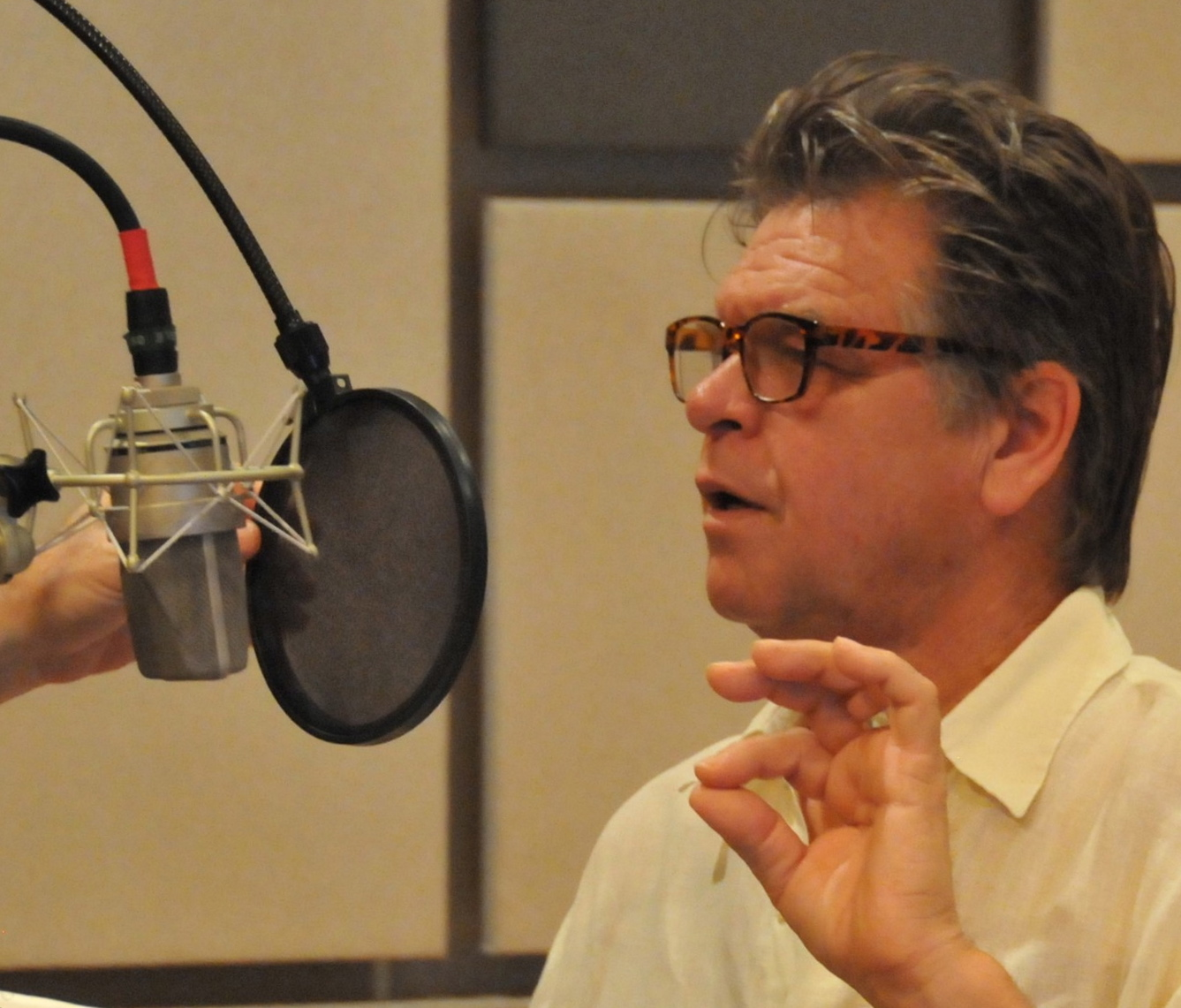
Patrick Fraley, voce del Cugino Itt nella serie animata del 1993
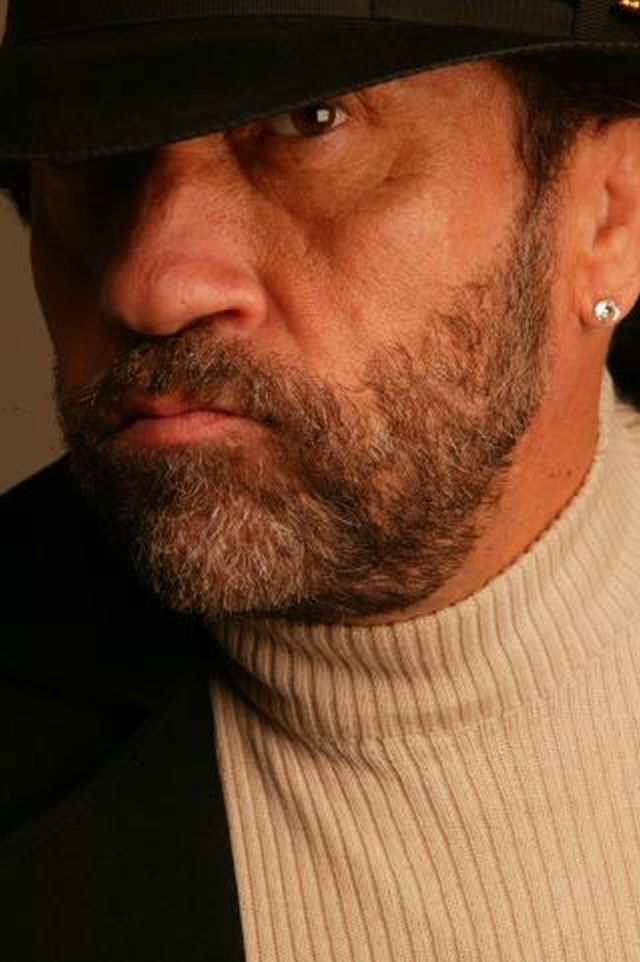
Phil Fondacaro, interprete del Cugino Itt nel film del 1999
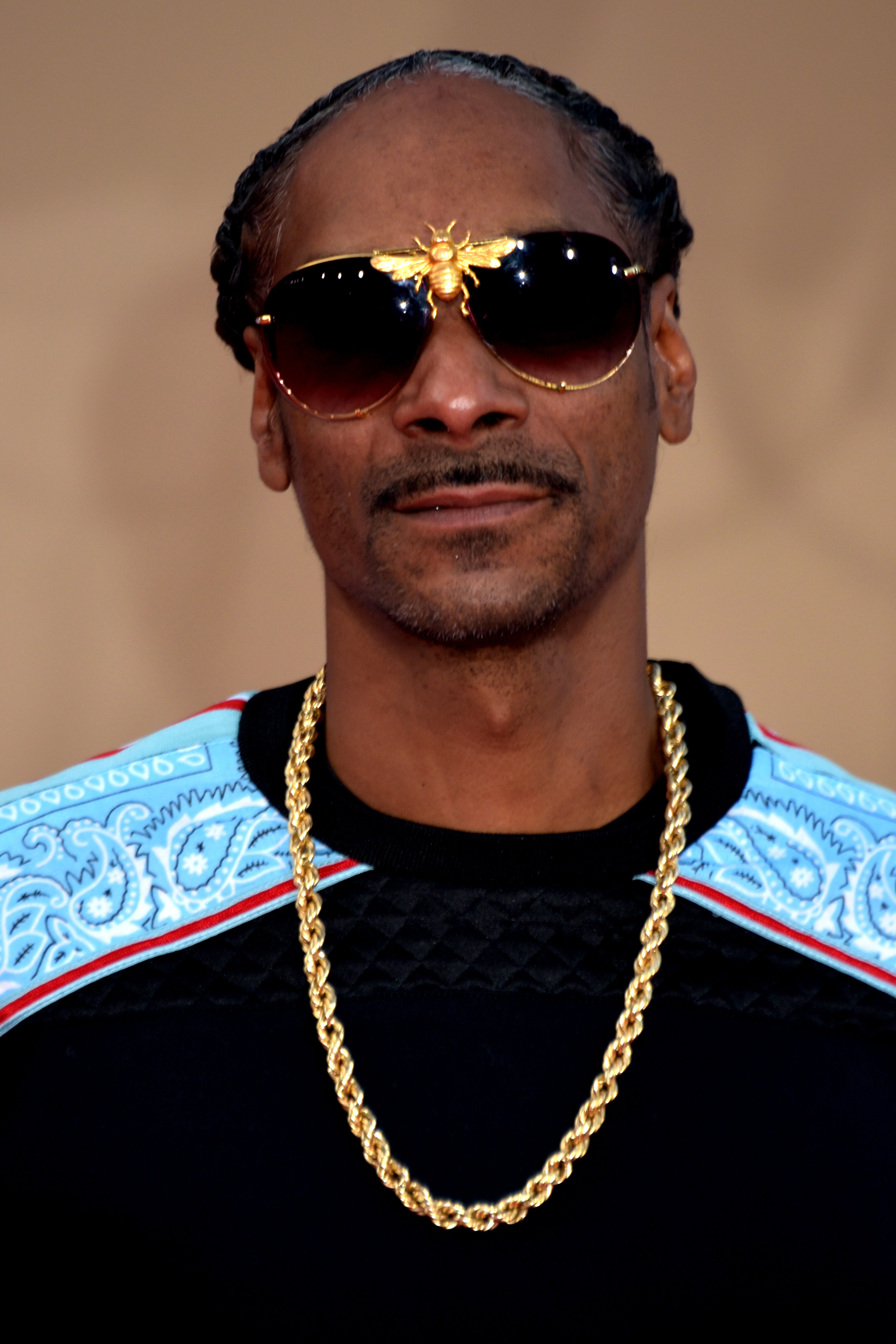
Snoop Dogg, voce del Cugino Itt nei due film  di animazione del 2019 e 2021

## Merchandising
- Nel 1992 la Playmates realizza una serie di action figure ispirate ai personaggi della coeva serie televisiva animata.[9][10] La figura del Cugino Itt viene annunciata ma mai prodotta.[9][10]
- Nel 2019 Department 56 realizza il set The Addams Family Village ispirato ai fumetti di Charles Addams.[11] Il set comprende, tra le altre cose, la figura del Cugino Itt.[11]
- Nel febbraio 2019 la Funko realizza una serie di action figure nella linea Pop rappresentati i personaggi del telefilm degli anni sessanta, compreso il Cugino Itt.[12]
- Sempre nel 2019 la Mezco realizza alcune action figure da 10 cm con 5 punti di articolazione.[13][14][15][16] Il Cugino Itt viene distribuito in coppia con Lurch e una tra le diverse versioni di Mano.[14][15]

## Filmografia

### Cinema
- La famiglia Addams (The Addams Family), regia di Barry Sonnenfeld (1991)
- La famiglia Addams 2 (The Addams Family Values), regia di Barry Sonnenfeld (1993)
- La famiglia Addams (The Addams Family), regia di Conrad Vernon e Greg Tiernan (2019)
- La famiglia Addams 2 (The Addams Family 2), regia di Greg Tiernan, Laura Brousseau e Kevin Pavlovic (2021)

### Televisione
- La famiglia Addams (The Addams Family ) - serie TV (1964-1966)
- Speciale Scooby (The New Scooby-Doo Movies) - serie TV, episodio 1x03 (1972)
- The Addams Family Fun-House - show musicale televisivo (1973)
- La famiglia Addams - serie animata (The Addams Family, 1973)
- Halloween con la famiglia Addams (Halloween with the New Addams Family), regia di David Stainmetz - film TV (1977)
- La famiglia Addams (The Addams Family) - serie animata (1992)
- La famiglia Addams si riunisce (Addams Family Reunion), regia di Dave Payne - film TV e direct-to-video  (1998)
- La nuova famiglia Addams (The New Addams Family) - serie TV (1998)
- Mercoledì (Wednesday) - serie TV, episodio 1x07 (2022)